# هيرمان كابيلين
هيرمان كابيلين (بالنرويجية البوكمول: Herman Cappelen)‏ هو بروفيسور وفيلسوف نرويجي، ولد في 1967.